# Rudolf Droz
Rudolf Heinrich Max Droz (* 9. Januar 1888 in Magdeburg; † 27. November 1946 ebenda) war ein deutscher Fußballspieler. Er spielte im Sturm oder als rechter Läufer.

## Karriere

### Vereine
Droz gehörte dem Magdeburger Fußball- und Cricket Club Viktoria ab der Spielzeit 1904 an, für den er von 1905 bis 1908 in der vom Verband Mitteldeutscher Ballspiel-Vereine organisierten Meisterschaft Punktspiele bestritten hatte. So gewann er bereits im zweiten Jahr seiner Vereinszugehörigkeit die Meisterschaft im Gau Mittelelbe, verlor jedoch das am 1. April 1906 mit 0:5 verlorene Halbfinale der Meisterschaftsendrunde gegen den späteren Meister VfB Leipzig. In der Folgesaison war es wieder der VfB Leipzig, gegen den er mit seinem Verein verlor, diesmal jedoch – und nur mit 0:1 – im Finale, das man am 24. März 1907 erreicht hatte, nach dem der Dresdner SC eine Woche zuvor im Halbfinale mit 3:2 bezwungen wurde. Dieses erreichte er auch am 12. April 1908 und verlor es erneut, diesmal gegen Wacker Leipzig mit 2:3 nach Verlängerung. Zuvor gewann er mit der Mannschaft das Viertel- und Halbfinalspiel gegen den SC Erfurt 1895 mit 6:2 und gegen den Chemnitzer BC mit 8:2.
Von 1908 bis 1911 im Verband Berliner Ballspielvereine, von 1911 bis 1920 im Verband Brandenburgischer Ballspielvereine spielend, gewann er mit dem BFC Preussen 1910 und 1912 die Berliner Meisterschaft. Ob der Erfolge nahm er mit dem Verein auch an den jeweiligen Endrunden um die Deutsche Meisterschaft teil.
Nachdem er bereits für die Magdeburger am 30. Mai 1905 in der 2. Qualifikationsrunde bei der 1:2-Niederlage gegen den FuCC Eintracht 1895 Braunschweig zum Einsatz gekommen war, spielte er nunmehr am 17. April 1910 und am 5. Mai 1912 bei den 1:4- und 1:2-Viertelfinal-Niederlagen gegen Holstein Kiel, wie seinerzeit üblich auf neutralem Platz. Beide Begegnungen fanden im Stadion Hoheluft, der seit 1907 vom SC Victoria Hamburg genutzten Spielstätte, statt.

### Auswahl-/Nationalmannschaft
Droz kam von 1909 bis 1911 in der Auswahlmannschaft des Verbandes Berliner bzw. Brandenburgischer Ballspielvereine in Spielen um den Kronprinzenpokal zum Einsatz, in denen er fünf Tore erzielte – alle in der am 14. November 1909 mit 9:1 gewonnenen Halbfinalbegegnung mit der Auswahlmannschaft des Südostdeutschen Fußball-Verbandes.
Sein einziges Länderspiel für die A-Nationalmannschaft bestritt er am 18. Juni 1911 in Solna beim 4:2-Sieg über die Nationalmannschaft Schwedens.

## Erfolge
- Berliner Meister 1910, 1912
- Zweiter der Mitteldeutschen Meisterschaft 1907, 1908
- Gaumeister Mittelelbe 1906, 1907, 1908
- Finalist Kronprinzenpokal 1910

## Sonstiges
Aus Berlin nach Magdeburg zurückgekehrt, arbeitete er fortan bis zu seinem Tod 1946 als Kaufmann.